# 1339
Évszázadok: 13. század – 14. század – 15. század
Évtizedek: 1280-as évek – 1290-es évek – 1300-as évek – 1310-es évek – 1320-as évek – 1330-as évek – 1340-es évek – 1350-es évek – 1360-as évek – 1370-es évek – 1380-as évek
Évek: 1334 – 1335 – 1336 – 1337 –  1338 – 1339 – 1340 – 1341 – 1342 – 1343 – 1344

## Események
- Károly Róbert dinasztikus politikájanak eredményeként fiát, Lajost lengyel trónörökösnek nyilvánítják
- november 7. – Bartolomeo Gradenigo velencei dózse megválasztása (1342-ig uralkodik)
- A grenoble-i egyetem alapítása
- Kufstein városi jogot kap

## Születések
- november 1. – IV. Rudolf osztrák főherceg „az Alapító” († 1365)
- I. Lajos címzetes nápolyi király († 1384)

## Halálozások
- február 26. – Ottó osztrák herceg (* 1301)